# Југославија на Светском првенству у атлетици на отвореном 1983.
СФР Југославија је учествовала на 1. Светском првенству на отвореном 1983. одржаном у Хелсинкију, Финска, од 7. до 14. августа.
На првенству у Хелсинкију Југославију је представљало 9 спортиста (7 мушкараца и 2 жене) који су се такмичили у 7 дисциплина.
Југославија није освојила ниједну медаљу, а најбољи пласман остварио је скакач удаљ Ненад Стекић, пето месту у финалу.
У табели успешности (према броју и пласману такмичара који су учествовали у финалним такмичењима (првих 8 такмичара) Југославија је са 2 учесника у финалу заузела 32. место са 5 бодова.
| Плас. | Земља       | 1. место | 2. место | 3. место | 4. место | 5. место | 6. место | 7. место | 8. место | Бр. финал. | Бод. |
| ----- | ----------- | -------- | -------- | -------- | -------- | -------- | -------- | -------- | -------- | ---------- | ---- |
| 32.   | Југославија | -        | -        | -        | −        | 1 - 4    | -        | −        | 1 - 1    | 2          | 5    |

## Учесници
| Бр. | Дисциплина    | Мушкарци                                                                    | Жене                                  | Укупно |
| --- | ------------- | --------------------------------------------------------------------------- | ------------------------------------- | ------ |
| 1   | 1.500 м       | Драган Здравковић, АК Морава, Ћуприја                                       |                                       | 1      |
| 2   | 3.000 м       |                                                                             | Марица Мршић, АК Слобода, Тузла       | 1      |
| 3   | 10.00 м       | Станислав Розман, АК Кладивар Цеље                                          |                                       | 1      |
| 4   | 400 м препоне | Рок Копитар, АК Кладивар, Цеље                                              |                                       | 1      |
| 5   | Скок увис     |                                                                             | Лидија Лапајне, АК Горица Нова Горица | 1      |
| 6   | Скок удаљ     | Ненад Стекић, АК Црвена звезда, Београд                                     |                                       | 1      |
| 7   | Бацање кугле  | Иван Иванчић, АК Партизан Београд Владимир Милић, АК Црвена звезда, Београд |                                       | 2      |
| 8   | Десетобој     | Јошко Влашић, АСК Сплит                                                     |                                       | 1      |
|     | Укупно (8)    | 7                                                                           | 2                                     | 9      |

## Резултати

### Мушкарци
| Атлетичар         | Дисциплина    | Лични рекорд | Квалификације     | Квалификације     | Полуфинале           | Полуфинале           | Финале               | Финале            | Детаљи |
| Атлетичар         | Дисциплина    | Лични рекорд | Резултат          | Место             | Резултат             | Место                | Резултат             | Место             | Детаљи |
| ----------------- | ------------- | ------------ | ----------------- | ----------------- | -------------------- | -------------------- | -------------------- | ----------------- | ------ |
| Драган Здравковић | 1.500 м       | 3:37,75      | 3:39,18           | 3 у гр. 3 КВ      | 3:37,31 ЛР           | 6 у гр. 2 КВ         | 3:43,75              | 8 / 51 (52)       | [ 2 ]  |
| Станислав Розман  | 10.000 м      |              | Није завршио трку | Није завршио трку | Није завршио трку    | Није завршио трку    | Није завршио трку    | Није завршио трку | [ 3 ]  |
| Рок Копитар       | 400 м препоне | 49,11 НР     | 52,34             | 6 у гр. 4         | Није се квалификовао | Није се квалификовао | Није се квалификовао | 30 / 32 (34)      | [ 4 ]  |
| Ненад Стекић      | скок удаљ     | 8,45 НР      | 7,88              | 7 у гр А КВ       |                      |                      | 8,09                 | 5 / 30 (34)       | [ 5 ]  |
| Владимир Милић    | бацање кугле  | 21,19 НР     | 19,66             | 5 у гр А КВ       |                      |                      | 19,71                | 9 / 19 (20)       | [ 6 ]  |
| Иван Иванчић      | бацање кугле  | 19,86        | 19,74             | 7 у гр Б КВ       | 19,52                | 12 / 19 (20)         |                      |                   | [ 6 ]  |
| Јошко Влашић      | десетобој     |              |                   |                   |                      |                      | 7.329                | 16 / 18 (25)      | [ 7 ]  |

#### Десетобој
| Атлетичар    | Дисциплина | 100 м | Даљ  | Кугла | Вис  | 400 м | 110 м пр. | Диск  | Мотка | Копље | 1.500 м | Укупно | Пласман      | Белешка |
| ------------ | ---------- | ----- | ---- | ----- | ---- | ----- | --------- | ----- | ----- | ----- | ------- | ------ | ------------ | ------- |
| Јошко Влашић | Резултат   | 11,55 | 6,99 | 13,33 | 1,85 | 51,01 | 15,01     | 39,28 | 4,00  | 58,46 | 4:29,25 | 7.329  | 16 / 18 (25) |         |
| Јошко Влашић | Бодови     |       |      |       |      |       |           |       |       |       |         | 7.329  | 16 / 18 (25) |         |

### Жене
| Атлетичарка    | Дисциплина | Лични рекорд | Квалификације | Квалификације | Полуфинале | Полуфинале | Финале                | Финале      | Детаљи |
| Атлетичарка    | Дисциплина | Лични рекорд | Резултат      | Место         | Резултат   | Место      | Резултат              | Место       | Детаљи |
| -------------- | ---------- | ------------ | ------------- | ------------- | ---------- | ---------- | --------------------- | ----------- | ------ |
| Марица Мршић   | 3.000 м    | 9:05,42      | 9:05,59       | 11 у гр. 2    |            |            | Нису се квалификовале | 20 /30 (31) | [ 8 ]  |
| Лидија Лапајне | скок увис  | 1,86         | 1,80          | 14 у гр. Б    | 28 / 33    | [ 9 ]      | Нису се квалификовале |             |        |